# Grèvol de la Xina
El grèvol de la Xina (Tetrastes sewerzowi) és una espècie d'ocell de la família dels fasiànids (Phasianidae) que habita boscos de coníferes i de coníferes i caducifolis a zones de muntanya de la Xina central, cap al sud fins Szechwan.